# Amalia Holst
Amalia Holst (1758–1829) fou una escriptora intel·lectual, i feminista alemanya. La seva feina va analitzar la pedagogia tradicional i va desafiar escriptors com Jean-Jacques Rousseau. Sovint és descrita com la versió germànica de Mary Wollstonecraft. Es coneix poc sobre la seva vida. La seva vida i obra va ser redescoberta durant la dècada de 1970.

## Obres destacades
- Observations on the Errors of Our Modern Education by a Practical Teacher
- Letters on Elisa
- On the Purpose of Women's Advanced Intellectual Development